# 코스워스 DFV
DFV 엔진은 포뮬러 원 자동차 경주를 위해 코스워스가 제작한 내연기관이다. DFV는 더블 포 밸브(Double Four Valve)의 약자로, 실린더 당 4개의 밸브가 있었던 4기통 FVA 엔진의 V8 엔진으로 개발되었기 때문에 붙은 이름이다.
DFV 엔진은 1967년 콜린 채프먼의 팀 로터스에서 개발하였으며, 미국의 자동차 제조사인 포드가 지원하였다. DFV 엔진은 1960년대 후반부터 1980년대 중반까지 포뮬러 원에서 널리 사용되었으며 자체 제작한 엔진을 사용했던 페라리, 알파 로메오, 르노, BRM과 마트라 등의 팀을 제외한 팀들에서 채용하였다. 또한 DFV 엔진의 변형 엔진들이 CART, 포뮬러 3000, 스포츠카 레이싱 등 다른 유형의 경주에서 사용되었다.
DFV 엔진은 90도, 2,993cc V8 엔진으로 보어와 스트로크는 85.77 × 64.90 mm이다. 엔진은 400bhp 이상을 지속적으로 출력할 수 있으며 9,000rpm에서 407bhp에 도달하고, 7,000rpm에서 370 N⋅m의 토크를 발생시킨다. 후기에 사용된 DFV 엔진은 11,200rpm에서 최대 510bhp를 출력하였다.